# Bătălia de la El-Fashir
Bătălia de la El-Fashir a fost o bătălie a războiului civil din Sudan (2023 – prezent), când trupe RSF (Forțele de Sprijin Rapid) au avansat către orașul Al Fashir (El Fashir) cucerind orașul Nyala, acesta find primul semn că RSF se îndreaptă spre orașul Al Fashir. Bătălia a început la 20 aprilie 2023.
Orașul a avut una dintre primele încetări a focului, după ce liderii tribali au negociat un armistițiu.